# ملت شاد
ملت شاد (انگلیسی: Happy Nation) نخستین آلبومِ ایس آو بیس، یک گروه موسیقی پاپ مستقر در سوئد است.
ملت شاد در اوایل سال ۱۹۹۳ در اروپا, آفریقا and آمریکای لاتین منتشر شد. این آلبوم در دستِ کم ۱۴ کشور بمقام نخست رسیده است، و تا کنون بیش از ۲۳ میلیون نسخه در سراسر جهان فروخته است.
چندین آهنگ در این آلبوم، از جمله "نشانه"، "همه چیزی که او می‌خواهد" و "برنگرد"، تک آهنگِ شماره ۱ در ایالات متحده و سراسر اروپا و شمال آفریقا بوده است.